# Olympische Sommerspiele 2004/Rudern – Doppelzweier (Frauen)
Der Ruderwettbewerb im Doppelzweier der Frauen bei den Olympischen Spielen 2004 in Athen wurde vom 14. bis zum 21. August 2004 im Schinias Olympic Rowing and Canoeing Centre ausgetragen. 20 Athletinnen in 10 Booten traten an.
Die Ruderregatta, die über 2000 Meter ausgetragen wurde, begann mit zwei Vorläufen. Die jeweils siegreichen Boote zogen ins A-Finale ein, die restlichen starteten im Hoffnungslauf. In den beiden Hoffnungsläufen qualifizierten sich die erst- und zweitplatzierten Boote für das A-Finale, die restlichen Boote gingen ins B-Finale zur Ermittlung der Plätze 7 bis 10.
Die jeweils qualifizierten Boote sind hellgrün unterlegt.
Die amtierenden Olympiasiegerinnen aus Deutschland traten nicht wieder an. Während Jana Thieme ihre Karriere beendet hat, wechselte Kathrin Boron in den Doppelvierer. Die Favoriten waren vor den Olympischen Spielen die beiden neuseeländischen Zwillinge Georgina Evers-Swindell und Caroline Evers-Swindell, die sowohl bei der Weltmeisterschaft 2002 als auch bei der Weltmeisterschaft 2003 den Titel gewonnen hatten. Die russischen Vizeweltmeisterinnen von 2002 und Bronzemedaillengewinnerinnen von 2003 traten ebenfalls nicht an, da Larissa Merk im Doppelvierer antrat und Irina Fedotowa im Einer. Außer den beiden Neuseeländerinnen waren von den Medaillengewinnerinnen der vergangegen drei Jahre nur Britta Oppelt, als Vizeweltmeisterin 2003 und die beiden Italienerinnen Elisabetta Sancassani und Gabriella Bascelli, als Bronzemedaillengewinnerinnen 2002 am Start. In den beiden Vorläufen gewannen wenig überraschend die Boote aus Neuseeland und Deutschland. Die größte Überraschung war dabei, dass die beiden Italienerinnen im zweiten Vorlauf von Anfang an dem Feld hinterher fuhren und am Ende mit fünf Sekunden Rückstand auf das nächste Boot letzte wurden. Auch im Hoffnungslauf kamen die Italienerinnen nicht besser ins Rennen und verpassten es damit, sich für das A-Finale zu qualifizieren. Im Finale setzten sich dann von Anfang an die Neuseeländerinnen immer weiter von den anderen Booten ab, nur die Deutschen konnten halbwegs folgen und mit einem starken Schlussspurt noch mal bis auf eine Sekunde an die Neuseeländerinnen ranfahren. Der Sieg der Neuseeländerinnen war aber zu keiner Zeit des Rennens ernsthaft gefährdet. Im Kampf um die Bronzemedaille lagen die Bulgarinnen auf der ersten Streckenhälfte immer ganz knapp vor den Britinnen, konnten dann aber das Tempo nicht mehr halten und mussten die Britinnen vorbeifahren lassen. Am Ende kamen die Bulgarinnen mehr als sechs Sekunden hinter den Britinnen als vierte ins Ziel.
Im B-Finale am 19. August 2004 gewannen die beiden Französinnen Caroline Delas und Gaëlle Buniet in 6:52,55 Minuten mit einem neuen olympischen Rekord.

## Titelträger
| Olympiasiegerinnen | Deutschland Besatzung: Jana Thieme, Kathrin Boron                      | Sydney 2000  |
| Weltmeisterinnen   | Neuseeland Besatzung: Georgina Evers-Swindell, Caroline Evers-Swindell | Mailand 2003 |

## Vorläufe
Samstag, 14. August 2004
- Qualifikationsnormen: Platz 1 -> Finale A, ab Platz 2 -> Hoffnungslauf

### Vorlauf 1
| Platz | Bahn | Nation         | Athletinnen                                      | Zeit (min) | Qualifikation |
| ----- | ---- | -------------- | ------------------------------------------------ | ---------- | ------------- |
| 1     | 3    | Neuseeland     | Georgina Evers-Swindell, Caroline Evers-Swindell | 7:25,57    | Finale A      |
| 2     | 4    | Großbritannien | Sarah Winckless, Elise Laverick                  | 7:29,75    | Hoffnungslauf |
| 3     | 5    | Ukraine        | Natalija Huba, Switlana Masij                    | 7:39,02    | Hoffnungslauf |
| 4     | 1    | Frankreich     | Caroline Delas, Gaëlle Buniet                    | 7:41,23    | Hoffnungslauf |
| 5     | 2    | Russland       | Olga Samulenkowa, Julia Kalinowskaja             | 7:54,75    | Hoffnungslauf |

### Vorlauf 2
| Platz | Bahn | Nation      | Athletinnen                                | Zeit (min) | Qualifikation |
| ----- | ---- | ----------- | ------------------------------------------ | ---------- | ------------- |
| 1     | 4    | Deutschland | Peggy Waleska, Britta Oppelt               | 7:28,89    | Finale A      |
| 2     | 3    | Bulgarien   | Anet-Jacqueline Buschmann, Miglena Markowa | 7:35,46    | Hoffnungslauf |
| 3     | 2    | Rumänien    | Camelia Mihalcea, Simona Strimbeschi       | 7:39,32    | Hoffnungslauf |
| 4     | 5    | Australien  | Donna Martin, Jane Robinson                | 7:41,20    | Hoffnungslauf |
| 5     | 1    | Italien     | Elisabetta Sancassani, Gabriella Bascelli  | 7:46,66    | Hoffnungslauf |

## Hoffnungsläufe
Mittwoch, 18. August 2004
- Qualifikationsnormen: Platz 1-2 -> Finale A, ab Platz 3 -> Finale B

### Hoffnungslauf 1
| Platz | Bahn | Nation         | Athletinnen                          | Zeit (min) | Qualifikation |
| ----- | ---- | -------------- | ------------------------------------ | ---------- | ------------- |
| 1     | 2    | Großbritannien | Sarah Winckless, Elise Laverick      | 6:55,44    | Finale A      |
| 2     | 3    | Rumänien       | Camelia Mihalcea, Simona Strimbeschi | 6:58,00    | Finale A      |
| 3     | 1    | Australien     | Donna Martin, Jane Robinson          | 7:04,69    | Finale B      |
| 4     | 4    | Russland       | Olga Samulenkowa, Julia Kalinowskaja | 7:12,02    | Finale B      |

### Hoffnungslauf 2
| Platz | Bahn | Nation     | Athletinnen                                | Zeit (min) | Qualifikation |
| ----- | ---- | ---------- | ------------------------------------------ | ---------- | ------------- |
| 1     | 2    | Bulgarien  | Anet-Jacqueline Buschmann, Miglena Markowa | 6:52,78    | Finale A      |
| 2     | 3    | Ukraine    | Natalija Huba, Switlana Masij              | 6:57,37    | Finale A      |
| 3     | 4    | Italien    | Elisabetta Sancassani, Gabriella Bascelli  | 7:01,63    | Finale B      |
| 4     | 1    | Frankreich | Caroline Delas, Gaëlle Buniet              | 7:03,50    | Finale B      |

## Finale

### A-Finale
Samstag, 21. August 2004, 9:50 Uhr MESZ

Anmerkung: zur Ermittlung der Plätze 1 bis 6
| Platz | Bahn | Nation         | Athletinnen                                      | Zeit (min) |
| ----- | ---- | -------------- | ------------------------------------------------ | ---------- |
| 1     | 3    | Neuseeland     | Georgina Evers-Swindell, Caroline Evers-Swindell | 7:01,79    |
| 2     | 4    | Deutschland    | Peggy Waleska, Britta Oppelt                     | 7:02,78    |
| 3     | 5    | Großbritannien | Sarah Winckless, Elise Laverick                  | 7:07,58    |
| 4     | 2    | Bulgarien      | Anet-Jacqueline Buschmann, Miglena Markowa       | 7:13,97    |
| 5     | 1    | Rumänien       | Camelia Mihalcea, Simona Strimbeschi             | 7:17,58    |
| 6     | 6    | Ukraine        | Natalija Huba, Switlana Masij                    | 7:21,78    |

### B-Finale
Donnerstag, 19. August 2004, 10:50 Uhr MESZ

Anmerkung: zur Ermittlung der Plätze 7 bis 10
| Platz | Bahn | Nation     | Athleten                                  | Zeit (min) |
| ----- | ---- | ---------- | ----------------------------------------- | ---------- |
| 7     | 1    | Frankreich | Caroline Delas, Gaëlle Buniet             | 6:52,55 OR |
| 8     | 3    | Italien    | Elisabetta Sancassani, Gabriella Bascelli | 6:54,51    |
| 9     | 2    | Australien | Donna Martin, Jane Robinson               | 6:55,17    |
| 10    | 4    | Russland   | Olga Samulenkowa, Julia Kalinowskaja      | 7:02,25    |